# Gianmarco Pozzoli
Gianmarco Pozzoli (Milano, 24 ottobre 1971) è un attore e comico italiano.

## Carriera
Gianmarco Pozzoli inizia la sua carriera come attore nelle famose edizioni del Rocky Horror Picture Show al cinema Mexico di Milano nella prima metà degli anni '90. Poi come comico assieme a Gianluca De Angelis intorno alla fine degli anni novanta ed insieme formano i Sagapò.
Il duo appare in vari programmi televisivi come Convenscion, Zelig Off, Zelig Circus, Paperissima Sprint, Colorado e Geppi Hour; tra il 2010 e il 2012 il duo diviene trio grazie alla new entry Marta Zoboli. Inoltre Pozzoli appare da solo nel programma Scorie. Oltre alla carriera da comico, Pozzoli ne porta avanti anche una da attore teatrale e cinematografico: esordisce infatti nel mondo del cinema nel 1999 con il film Tutti gli uomini del deficiente e successivamente interpreta alcuni spot pubblicitari tra cui vari della Granarolo. Dopo una lunga pausa, torna nel 2011 interpretando due serie televisive: Un passo dal cielo e Talent High School - Il sogno di Sofia. Successivamente interpreta anche i due film Benvenuti al Nord e Mi rifaccio vivo.
È anche pittore, illustratore e fumettista.
Nel 2016, con la moglie Alice Mangione fonda The Pozzolis Family, un progetto editoriale social che racconta, con brevi video comici, la vita della sua famiglia, affrontando le tematiche relative alla genitorialità.

## Vita privata
Nel 2013 intraprende una relazione con l'attrice Alice Mangione. I due si sposano l'11 maggio 2019 a San Candido con rito pagano e il 18 maggio 2019 a Milano con rito civile; la coppia ha due figli. La coppia si separa nel luglio 2025. 

## Filmografia

### Cinema
- Tutti gli uomini del deficiente, regia di Paolo Costella (1999)
- Benvenuti al Nord, regia di Luca Miniero (2012)
- Mi rifaccio vivo, regia di Sergio Rubini (2013)

### Televisione
- Un passo dal cielo – serie TV (2011-in corso)
- Talent High School - Il sogno di Sofia – serie TV, 48 episodi (2012)

## Programmi televisivi
- Scatafascio (1998)
- Convenscion (2002)
- TG Rosa (2002)
- Zelig Off (2003-2010)
- Zelig Circus (2005-2011)
- Paperissima Sprint (2006)
- Colorado (2007-2009)
- Geppi Hour (2007)
- Scorie (2008)
- Alessandro Borghese - Celebrity Chef (TV8, 2022) - concorrente
- LOL - Chi ride è fuori (Prime video, 2022) - concorrente

## Autore
- Rido (2000)
- Un figlio e ho detto tutto (2017)
- L'amore si moltiplica (2019)
- Voglio! Quando il capo famiglia è sotto il metro e 15 (2020)